# Уоско (округ)
Округ Уоско (англ. Wasco County) располагается в штате Орегон, США. Официально образован 11 января 1854 года. По состоянию на 2010 год, численность населения составляла 25 213 человек.

## География
По данным Бюро переписи США, общая площадь округа равняется 6203,056 км2, из которых 6166,796 км2 суша и 36,260 км2 или 0,600 % это водоёмы.

## Население
По данным переписи населения 2000 года в округе проживает 23 791 жителей в составе 9 401 домашних хозяйств и 6 505 семей. Плотность населения составляет 4,00 человека на км2. На территории округа насчитывается 10 651 жилых строений, при плотности застройки около 2,00-ти строений на км2. Расовый состав населения: белые — 86,58 %, афроамериканцы — 3,81 %, коренные американцы (индейцы) — 0,80 %, азиаты — 0,50 %, гавайцы — 0,30 %, представители других рас — 5,65 %, представители двух или более рас — 2,36 %. Испаноязычные составляли 9,31 % населения независимо от расы.
В составе 30,20 % из общего числа домашних хозяйств проживают дети в возрасте до 18 лет, 54,80 % домашних хозяйств представляют собой супружеские пары проживающие вместе, 9,90 % домашних хозяйств представляют собой одиноких женщин без супруга, 30,80 % домашних хозяйств не имеют отношения к семьям, 26,10 % домашних хозяйств состоят из одного человека, 11,50 % домашних хозяйств состоят из престарелых (65 лет и старше), проживающих в одиночестве. Средний размер домашнего хозяйства составляет 2,47 человека, и средний размер семьи 2,96 человека.
Возрастной состав округа: 25,40 % моложе 18 лет, 7,40 % от 18 до 24, 25,20 % от 25 до 44, 25,40 % от 45 до 64 и 25,40 % от 65 и старше. Средний возраст жителя округа 40 лет. На каждые 100 женщин приходится 97,90 мужчин. На каждые 100 женщин старше 18 лет приходится 95,10 мужчин.
Средний доход на домохозяйство в округе составлял 35 959 USD, на семью — 42 412 USD. Среднестатистический заработок мужчины был 36 051 USD против 21 575 USD для женщины. Доход на душу населения составлял 17 195 USD. Около 10,30 % семей и 12,90 % общего населения находились ниже черты бедности, в том числе — 17,70 % молодежи (тех, кому ещё не исполнилось 18 лет) и 7,30 % тех, кому было уже больше 65 лет.